# Xiomara grilloi
Xiomara grilloi là một loài tò vò trong họ Ichneumonidae.